# S/2020 S 10
S/2020 S 10 ist einer der kleineren äußeren Monde des Planeten Saturn.

## Entdeckung und Benennung
S/2020 S 10 wurde am 27. Juni 2020 durch die Astronomen Scott Sheppard, David Jewitt, Jan Kleyna, Edward Ashton, Brett Gladman auf Aufnahmen entdeckt, die mit dem 8,2-m-Subaru-Teleskop am Mauna-Kea-Observatorium angefertigt wurden. Aus diesem Zeitraum konnten 61 weitere Saturnmonde nachgewiesen werden; die Entdeckung wurde am 16. Mai 2023 bekannt gegeben, der Mond erhielt die vorläufige Bezeichnung S/2020 S 10.
Der Beobachtungszeitraum von S/2020 S 10 erstreckt sich vom 18. Januar 2007 bis zum 16. August 2020; es liegen insgesamt 16 Beobachtungen über einen Zeitraum von 13 Jahren vor.

## Bahneigenschaften
S/2020 S 10 umkreist Saturn in vier Jahren und 19,9 Tagen auf einer stark elliptischen, retrograden Umlaufbahn zwischen 17.285.300 km und 32.806.800 km Abstand zu dessen Zentrum. Die Bahnexzentrizität beträgt 0,310, die Bahn ist 163,7° gegenüber dem Äquator von Saturn geneigt.
Der Mond ist Bestandteil der sogenannten Nordischen Gruppe von Saturnmonden, die den Planeten mit Bahnneigungen zwischen 145,2° und 177,5° und Bahnexzentrizitäten zwischen 0,130 und 0,580 retrograd umrunden.

## Physikalische Eigenschaften
S/2020 S 10 besitzt einen Durchmesser von etwa 2 km. Die absolute Helligkeit des Mondes beträgt 16,9 m.